# 安部行洋
安部 行洋（あべ ゆきひろ、1985年7月5日 - ）は、日本のプロレスラー。

## 歴史
2007年8月5日、DDTプロレスリング後楽園ホール大会の対マサ高梨戦でデビュー。
本人も認める相当のアニヲタである。2008年7月5日のアイスリボンなど、チョップ合戦の際、「モビルスーツの名前」で古今東西をやったりするが、時折、マクロスネタを間違えて出したりすることがある。
また、オタクファイターとして長島☆自演乙☆雄一郎をリスペクトしており、自らも「安部☆自演乙☆行洋」と名乗りコスプレをして試合に臨むことがある。
大鷲透、HARASHIMAのユニット「DISASTER BOX」に内弟子としてユニット入り。6人タッグなどでの出場機会が多くなり、その後2010年8月5日の「闘うビアガーデン2010」で正式メンバーとして認められる。
2009年8月3日、新木場大会「闘うビアガーデン2009」初日を石井慧介と共にプロデュース。コスプレランブルにて涼宮ハルヒ、綾波レイ、初音ミクの衣装で3回登場し優勝したが、花嫁衣装の飯伏幸太が突然登場。ジャーマン・スープレックス一発に敗れた。
9月13日から10月25日、DDTの若手限定リーグ戦「ヤングドラマ杯」に出場。予選リーグ最終戦で石井慧介と対戦。引き分けのため同率2位になったが、直後に行われた石井との決勝進出者決定戦で石井のニールキックに敗れ、3位に終わる。
2011年1月28日、DDTとの契約満了を発表。DDT公式Twitterにて「プロレス以外の世界も見たくなって契約しませんでした」と、更新しなかった理由を述べている。
9月頃よりSTYLE-E、プロレスリングSECRET BASE、ガッツワールドプロレスリングなどへ参戦。
2014年11月、ガンバレ☆プロレスへ参戦。3年ぶりにDDT系の団体へ参戦した。

## 得意技
とらドラ!スープレックス
ミストクラッシュと同型。
ウィッチブレイド
スリングブレイドと同型。
安部☆自演乙☆クラッチ
キドクラッチと同型。
ロンギヌスの脚
しゃがみ込んでいる相手に自身の体を左方向に傾けながら右足を相手に向かって突き出して右足の裏で相手の顔面を蹴り飛ばす。
トラースキック

## 入場曲
- 残酷な天使のテーゼ 2009 VERSION（高橋洋子）